# Парагвај на Светском првенству у атлетици у дворани 2012.
Парагвај је учествовао на Светском првенству у атлетици у дворани 2012. одржаном у Истанбулу од 9. до 11. марта дванаести пут. Репрезентацију Парагваја представљао је један такмичар, који се такмичио у трци на 60 метара.
Парагвај није освојио ниједну медаљу али је оборен лични рекорд.

## Учесници
Мушкарци:
- Cristian Leguizamón — 60 м

## Резултати

### Мушкарци
| Атлетичар           | Дисциплина | Лични рекорд | Квалификација | Квалификација | Полуфинале           | Полуфинале           | Финале               | Финале       | Детаљи |
| Атлетичар           | Дисциплина | Лични рекорд | Резултат      | Место         | Резултат             | Место                | Резултат             | Место        | Детаљи |
| ------------------- | ---------- | ------------ | ------------- | ------------- | -------------------- | -------------------- | -------------------- | ------------ | ------ |
| Cristian Leguizamón | 60 м       |              | 7,13 ЛР       | 6. у гр. 1    | Није се квалификовао | Није се квалификовао | Није се квалификовао | 36 / 57 (61) |        |